# Nemzetközi Törvényszék (Jugoszlávia)

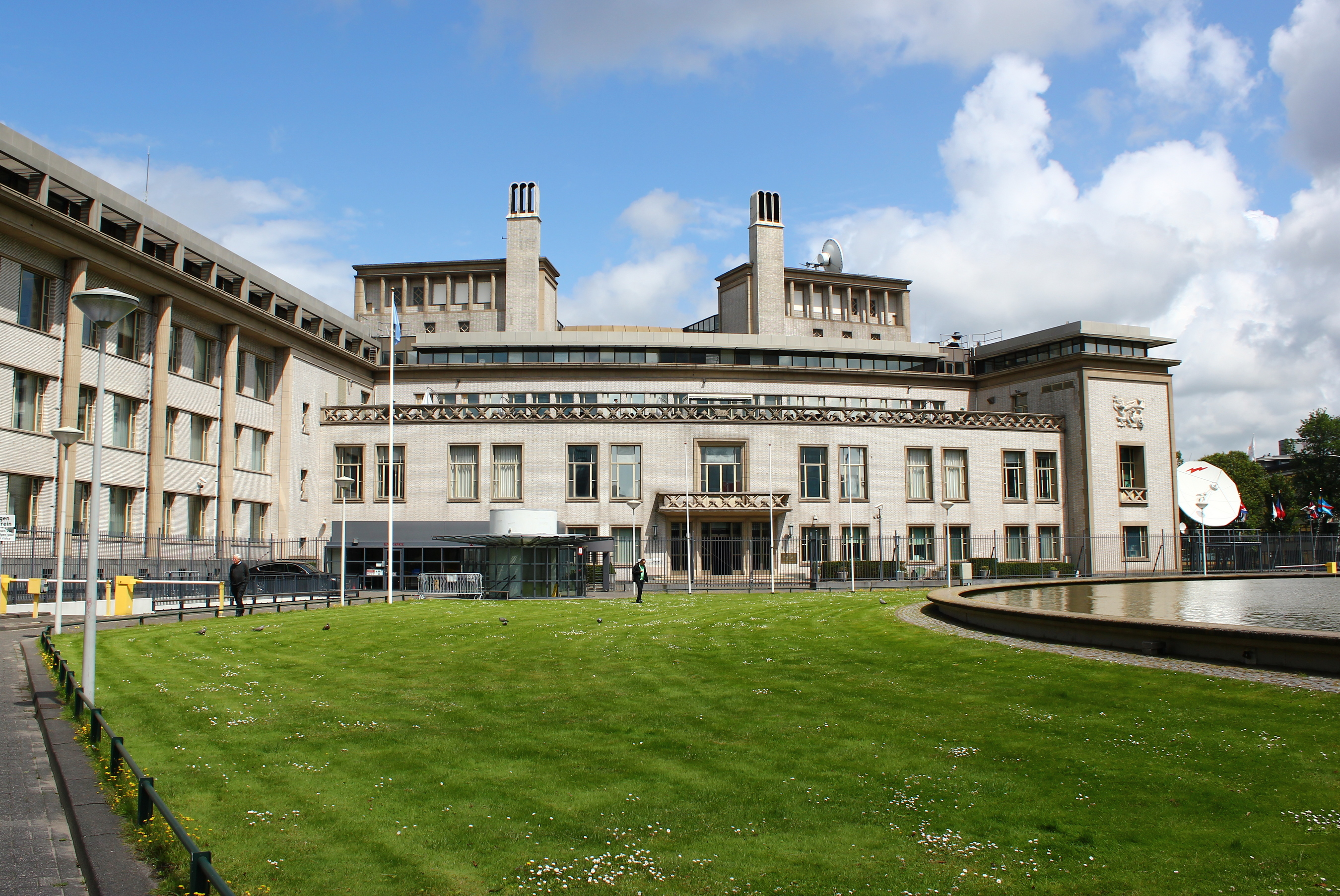
A Nemzetközi Törvényszék épülete Hágában

A volt Jugoszlávia területén 1991-től kezdve elkövetett, a nemzetközi humanitárius jogot súlyosan sértő cselekményekért felelős személyek megbüntetésére létrejött Nemzetközi Törvényszék (angol rövidítéssel ICTY, a köznyelvben gyakran Hágai Nemzetközi Törvényszék) az Egyesült Nemzetek Szervezetének (ENSZ) egy szerve, amelyet a volt Jugoszlávia területén a háborús események során elkövetett súlyos bűncselekmények kivizsgálása és az elkövetésükkel gyanúsított személyek elleni bírósági eljárások lefolytatása céljából hoztak létre. A Törvényszék egy eseti, nem állandó bírói fórum volt, amely Hágában működött.
A Törvényszéket először Klaus Kinkel német külügyminiszter javasolta, majd a Biztonsági Tanács 1993. május 25-én meghozott 827. határozata hozta létre. A Törvényszéknek négy, a volt Jugoszlávia területén 1991-től kezdve elkövetett bűncselekményi kör felett van jogköre: az 1949. évi genfi egyezmények súlyos megsértése, a háború jogának és szokásainak megsértése, népirtás és emberiesség elleni bűntettek. A Törvényszék kizárólag személyeket vonhat felelősségre, intézményeket és kormányokat nem. A legsúlyosabb kiszabható büntetés életfogytiglani szabadságvesztés, a szabadságvesztés büntetések végrehajtására több állam is kötött egyezményt az ENSZ-szel. A legutolsó vádiratot 2004. március 15-én adták ki. Az eredetileg kitűzött cél az volt, hogy a Törvényszék az elsőfokú eljárásokat 2008 végéig, az összes fellebbviteli eljárást pedig 2010 végéig fejezze be, ám e céldátumokat később 2012-re kellett módosítani.
2017 decemberében a Törvényszék végleg bezárta kapuit. 24 éves működése során 161 ember ellen emelt vádat és közülük 84-et ítélt el.
Az ICTY nem keverendő össze a Nemzetközi Bírósággal vagy a Nemzetközi Büntetőbírósággal, melyek szintén Hágában találhatóak, de állandó státuszuk és eltérő jogkörük van.

## Szervezet
A Törvényszék körülbelül 1200 főt foglalkoztatott, fő szervezeti egységei a Tanácsok, a Tanácsok és a Főügyész közös Hivatala, illetve a Főügyész voltak.
A Tanácsok a bírákból és segítőikből álltak. A Törvényszék két Elsőfokú és egy Fellebbviteli Tanácsból állt. A Törvényszék elnöke elnökölt a Fellebbviteli Tanács ülésein. Az utolsó elnök az olasz Fausto Pocar (2005–2017). Elődei az olasz Antonio Cassese (1993–1997), az amerikai Gabrielle Kirk McDonald (1997–1999), a francia Claude Jorda (1999–2002) és az amerikai Theodor Meron (2002–2005) voltak.
A Hivatal feladata a Törvényszék adminisztrációja volt; tevékenységébe tartozott a bírósági jegyzőkönyvek készítése, bírósági dokumentumok fordítása, a tanúvallomást tevők szállásának és utazásának megszervezése, az információs iroda üzemeltetése és olyan általános kötelességek, mint a fizetések és a személyzetfelvétel kezelése. A Hivatal felelőssége kiterjedt a fogdára, ahol a vádlottakat fogva tartották a perük idejére, és a saját védelmükért fizetni nem tudó vádlottaknak nyújtott jogsegélyre is. A Hivatalt a Jegyző vezette. Jegyzők voltak: a holland Theo van Boven (1994 februárjától decemberéig), Dorothée de Sampayo Garrido-Nijgh (1995–2000) és Hans Holthuis (2001-2017).
A Főügyész hivatala volt felelős a bűncselekmények kivizsgálásáért, a bizonyítékok gyűjtéséért és a vád képviseletéért. Főügyészek voltak: a venezuelai Ramón Escovar Salom (1993–1994), a dél-afrikai Richard Goldstone (1994–1996), a kanadai Louise Arbour (1996–1999), a svájci Carla Del Ponte (1999–2007), – aki 1999 és 2003 között párhuzamosan a Ruanda területén elkövetett bűncselekményekre létrehozott Nemzetközi Törvényszék főügyésze is volt –, és Serge Brammertz.

## Bírók
16 állandó és 12 ad litem (vagy eseti, azaz egy ügyre kinevezett) bíró szolgált a törvényszéken, őket az ENSZ Közgyűlése 4 évre választotta, de újraválaszthatóak voltak.
A bírák 2007 márciusában:
| Név                           | Ország             | Pozíció       | Megválasztva | Megbízatása lejár |
| ----------------------------- | ------------------ | ------------- | ------------ | ----------------- |
| Fausto Pocar                  | Olaszország        | Elnök         | 2001         | 2009              |
| Kevin Parker                  | Ausztrália         | Alelnök       | 2003         | 2009              |
| Patrick Lipton Robinson       | Jamaica            | Elnöklő bíró  | 1998         | 2010              |
| Carmel A. Agius               | Málta              | Elnöklő bíró  | 2001         | 2007              |
| Alphonsus Martinus Maria Orie | Hollandia          | Elnöklő bíró  | 2001         | 2007              |
| Mohamed Shahabuddeen          | Guyana             | Bíró          | 1997         | 2009              |
| Mehmet Güney                  | Törökország        | Bíró          | 2001         | 2007              |
| Liu Daqun                     | Kína               | Bíró          | 2000         | 2012              |
| Andresia Vaz                  | Szenegál           | Bíró          | 2005         | 2011              |
| Theodor Meron                 | USA                | Bíró          | 2001         | 2007              |
| Wolfgang Schomburg            | Németország        | Bíró          | 2001         | 2007              |
| O-Gon Kwon                    | Dél-Korea          | Bíró          | 2001         | 2007              |
| Jean-Claude Antonetti         | Franciaország      | Bíró          | 2003         | 2009              |
| Iain Bonomy                   | Egyesült Királyság | Bíró          | 2004         | 2010              |
| Christine Van Den Wyngaert    | Belgium            | Bíró          | 2003         | 2009              |
| Bakone Justice Moloto         | Dél-Afrika         | Bíró          | 2005         | 2011              |
| Krister Thelin                | Svédország         | Ad Litem bíró | 2003         | 2009              |
| Janet M. Nosworthy            | Jamaica            | Ad Litem bíró | 2005         | 2011              |
| Frank Hoepfel                 | Ausztria           | Ad Litem bíró | 2005         | 2011              |
| Prandler Árpád                | Magyarország       | Ad Litem bíró | 2006         | 2012              |
| Stefan Trechsel               | Svájc              | Ad Litem bíró | 2006         | 2012              |
| Antoine Kesia-Mbe Mindua      | Kongó              | Ad Litem bíró | 2006         | 2012              |
| Ali Nawaz Chowhan             | Pakisztán          | Ad Litem bíró | 2006         | 2012              |
| Tsvetana Kamenova             | Bulgária           | Ad Litem bíró | 2006         | 2012              |
| Kimberly Prost                | Kanada             | Ad Litem bíró | 2006         | 2012              |
| Ole Bjørn Støle               | Norvégia           | Ad Litem bíró | 2006         | 2012              |
| Frederik Harhoff              | Dánia              | Ad Litem bíró | 2007         | 2013              |
| Flavia Lattanzi               | Olaszország        | Ad Litem bíró | 2007         | 2013              |

## Fordítás
- Ez a szócikk részben vagy egészben az International Criminal Tribunal for the former Yugoslavia című angol Wikipédia-szócikk ezen változatának fordításán alapul.  Az eredeti cikk szerkesztőit annak laptörténete sorolja fel. Ez a jelzés csupán a megfogalmazás eredetét és a szerzői jogokat jelzi, nem szolgál a cikkben szereplő információk forrásmegjelöléseként.